# Колледж Святого Эдмунда (Канберра)
Колледж Святого Эдмунда (англ. St Edmund's College) — частное католическое дневное учебное заведение для мальчиков в Гриффите, пригороде Канберры в Австралийской столичной территории, в Австралии. Основан в 1954 году монахами Конгрегации христианских братьев по просьбе местной католической общины, как Военный мемориальный колледж Святого Эдмунда. Это первое католическое среднее образовательное учреждение для мальчиков, открытое в границах Австралийской столичной территории.
Колледж Святого Эдмунда придерживается воспитательной и учебной традиции, заложенной блаженным Эдмундом Игнатием Райсом, основателем Конгрегации христианских братьев. В настоящее время директором колледжа является Питер Фуллагэр, заместителем директора — Питер Миллиган и председателем правления — Пол Пирсон; капеллан колледжа — Бен Робертс.

## История
В 1925 году монахи Конгрегации христианских братьев обратились к Джону Бэрри, епископу Гоулберна с предложением основать школу в Канберре. 
В апреле 1938 года отец Патрик-Морис Хэйдон, приходский священник из Канберры, подал прощение в Министерство внутренних дел с просьбой выделить землю площадью от 12 до 15 акров на южной стороне Канберрского проспекта под строительство школы для мальчиков. Участок был выделен в 1946 году. В 1950 году был заключён договор аренды.
14 октября 1951 года Tеренс Макгуайер, архиепископ Канберры и Глоуберна заложил первый камень в основание фундамента. Строительство началось в 1952 году. Официальное открытие состоялось 14 марта 1954 года в присутствии Роберта Мензиса, премьер-министра Австралии, кардинала Нормана Томаса Гилроя и многих других известных политических, церковных и общественных деятелей Австралии.
Мемориальный колледж Святого Эдмунда был построен в память обо всех выпускниках учебных заведений Конгрегации христианских братьев в Австралии, погибших во время Первой и Второй мировых войн. Его название было предложено Эдвардом-Фердинандом Клэнси, генеральным настоятелем Конгрегации христианских братьев. Колледж стал первым католическим учебным заведением для мальчиков, открытым в Канберре и в настоящее время является старейшей католической школой в столице Австралии.
В первый учебный год в колледже обучались 330 учеников. В настоящее время в нём обучаются 1200 учеников от 4 до 12 лет. Помимо среднего в колледже есть отделение для начального образования. Современные классы учебного заведения модернизированы. Кроме аудиторий и библиотеки есть актовый и спортивный залы, часовня, теннисный корт. Особой гордостью колледжа является команда по рэгби, с 1984 по 2004 год одержавшая четырнадцать побед на турнире по рэгби среди учебных заведений «Уарата Шилд» в Новом Южном Уэльсе. После их последней победы школьные команды по рэгби из Канберры на турнир приглашать перестали.

### Герб и девиз
Герб колледжа Святого Эдмунда в Канберре представляет собой щит, на лазоревом поле которого изображен белый пеликан, разорвавший себе грудь и кормящий птенцов своей кровью. Пеликан в европейской геральдике является символом Иисуса Христа. Над щитом изображена золотым цветом тиара папы римского святого Пия Х. За щитом также золотым цветом изображены ключи святого апостола Петра, символ римских пап.
Под щитом на синей ленте белыми буквами на латыни написан девиз колледжа — «Христос, Свет мой» (лат. Christus Lux Mea). Официальными цветами учебного заведения являются лазоревый, золотой и белый.